# Furrina
Furrina – bogini w mitologii rzymskiej. Jej święto obchodzono 25 lipca.
Kult Furriny pochodził z tak dawnych czasów, że już za Cycerona nie znano jego znaczenia. Według różnych hipotez Furrina była boginią:
- ciemności,
- wody i furii,
- rabusiów i złodziei (pogląd J. E. Zimmermana).